# Ecwid

Логотип

Ecwid — це AJAX-додаток, котрий дозволяє додати інтернет-магазин на існуючий сайт або сторінку в соціальній мережі. Ecwid працює по моделі SaaS: користувачі керують товарами та категоріями на вебсервер і розміщують код віджету з адаптивним дизайном на своїй сторінці.
Ecwid зорієнтований на малий і середній бізнес, безкоштовний для магазинів з обмеженим числом товарів. Ecwid доступний на 45 мовах,у нього більш, ніж 1 000 000 користувачів у 175 країнах, більша частина — в США та Європі. Російських користувачів — близько 20 %. За даними компанії, близько 10 % магазинів використовують платні тарифні плани.
Серед партнерів Ecwid — хостинг-провайдери, конструктори сайтів та платіжні системи: Go Daddy, Wix, Wordpress.com, CM4all, PayPal, Google Checkout.

## Історія
Ecwid був запущений за 9 місяців у 2009 році. Це другий по рахунку проект Руслана Фазльєва в галузі розробки систем для електронної торгівлі. Створений ним у 2001 році X-Cart був однією з основних платформ для інтернет-магазинів, орієнтований на невеликі компанії.
В 2010 році Ecwid вийшов у фінал міжнародного конкурсу The Next Web і виграв конкурс стартапів «Бізнес-проект 2010», організований Forbes та Google. В 2011 році компанія почала переговори с фондом Runa Capital, котрі закінчились в грудні першим раундом інвестицій в $1,5 млн. Основними мотивами для залучення інвестора була експертиза Runa Capital та тісні зв'язки фонду з компаніями з індустрії вебхостінга, а ресурси були направлені на розвиток американского представництва. До того моменту на Ecwid працювало 115000 магазинів і він був третім додатком за популярністю для електронної торгівлі на Facebook
У 2012 році Ecwid після трьох років конкуренції випередив Payvment по кількості інтернет-магазинів на сторінках Facebook. В кінці року американський офіс компанії очолив Джим О’Хара. На початку 2013 Payvment було продано Intuit, а Ecwid викупив його базу клієнтів.
В лютому 2013 The Next Web назвав Ecwid найкращим додатком для електронної торгівлі в Росії в рамках Russian Startup Awards 2013. В травні проект залучив наступний етап інвестицій на $5 млн від iTech Capital і Runa Capital. В листопаді 2013 року Ecwid зайняв 7 місце в рейтингу найкращих російських стартапів по версії видавництва Mashable, а рейтинг інвестиційної привабливості Russian Startup Rating присвоїв йому найвищий індекс AAA.
З січня 2015 року в Ecwid з'явилась можливість спрощеного розміщення товарів на eBay. Спочатку в число російських партнерів інтернет-аукціону входили лише крупні інтернет-магазини.